# Fechner (Familienname)
Fechner ist ein deutscher Familienname.

## Namensträger
- Alexander Fechner (* 1977), deutscher Comicautor und Werber
- Amrei Fechner (* 1946), deutsche Autorin und Illustratorin von Kinder- und Bilderbüchern sowie Malerin
- Anna-Sophie Fechner (* 1988), deutsche Fußballspielerin
- Birgit Fechner (* 1965), deutsche Politikerin (DVU, NPD)
- Bruno Fechner (* 1987), deutscher Automobilrennfahrer
- Carl-A. Fechner (* 1953), deutscher Dokumentarfilmer und Filmproduzent
- Christel Fechner (* 1964), belgische Schwimmerin
- Christian Fechner (1944–2008), französischer Filmproduzent
- Cilla Fechner (1857–?), deutsche Schriftstellerin
- Clara Fechner (1809–1900), deutsche Schriftstellerin
- Dieter Fechner (1936–2021), deutscher Sachbuchautor
- Eberhard Fechner (1926–1992), deutscher Filmregisseur
- Eduard Clemens Fechner (1799–1861), deutscher Maler und Grafiker
- Erich Fechner (1903–1991), deutscher Jurist und Soziologe
- Frank Fechner (* 1958), deutscher Rechtswissenschaftler und Hochschullehrer
- Friedrich Fechner (1902–1964), deutscher Jurist und Richter
- Fritz-Ernst Fechner (1921–2005), deutscher Schauspieler und Hörspielregisseur
- Gino Fechner (* 1997), deutscher Fußballspieler
- Gisela Fechner (1926–2016), deutsche Politikerin (SPD), Mitglied des Abgeordnetenhauses von Berlin
- Gustav Theodor Fechner (1801–1887), deutscher Naturforscher, Psychologe und Philosoph
- Hanns Fechner (1860–1931), deutscher Maler und Schriftsteller
- Harry Fechner (* 1950), deutscher Fußballspieler
- Helmut Fechner (1935–2017), deutscher Politiker (SPD)
- Herbert Fechner (1913–1998), deutscher Politiker (SED)
- Horst A. Fechner (1935–1996), deutscher Schauspieler
- Johannes Fechner (* 1972), deutscher Politiker (SPD)
- Jörg-Ulrich Fechner (* 1939), deutscher Germanist
- Kurt Benno Fechner (1896–1985), österreichischer Offizier
- Manfred Fechner (* 1941), deutscher Musikwissenschaftler
- Margarete Fechner (1899–1983), deutsche Politikerin (SPD), Mitglied der Stadtverordnetenversammlung von Groß-Berlin
- Marija Wassiljewna Fechner (1909–1996), sowjetisch-russische Mittelalterhistorikerin
- Max Fechner (1892–1973), deutscher Politiker (SPD, USPD, SED)
- Oskar Fechner (1898–1950), deutscher Philosoph und Logiker
- Paul Fechner (1894–1973), deutscher Kommunalpolitiker (SPD)
- Sven Fechner (* 1971), deutscher Schauspieler und Synchronsprecher
- Walter Fechner (1878–1962), deutscher Kaufmann, Mitglied des Nassauischen Kommunallandtags
- Werner Fechner (1892–1973), deutscher Maler und Radierer
- Wilhelm Fechner (1835–1909), deutscher Porträt- und Genremaler sowie Fotograf (Vater von Hanns Fechner)